# Bécancour
Pour les articles homonymes, voir Bécancour (homonymie).

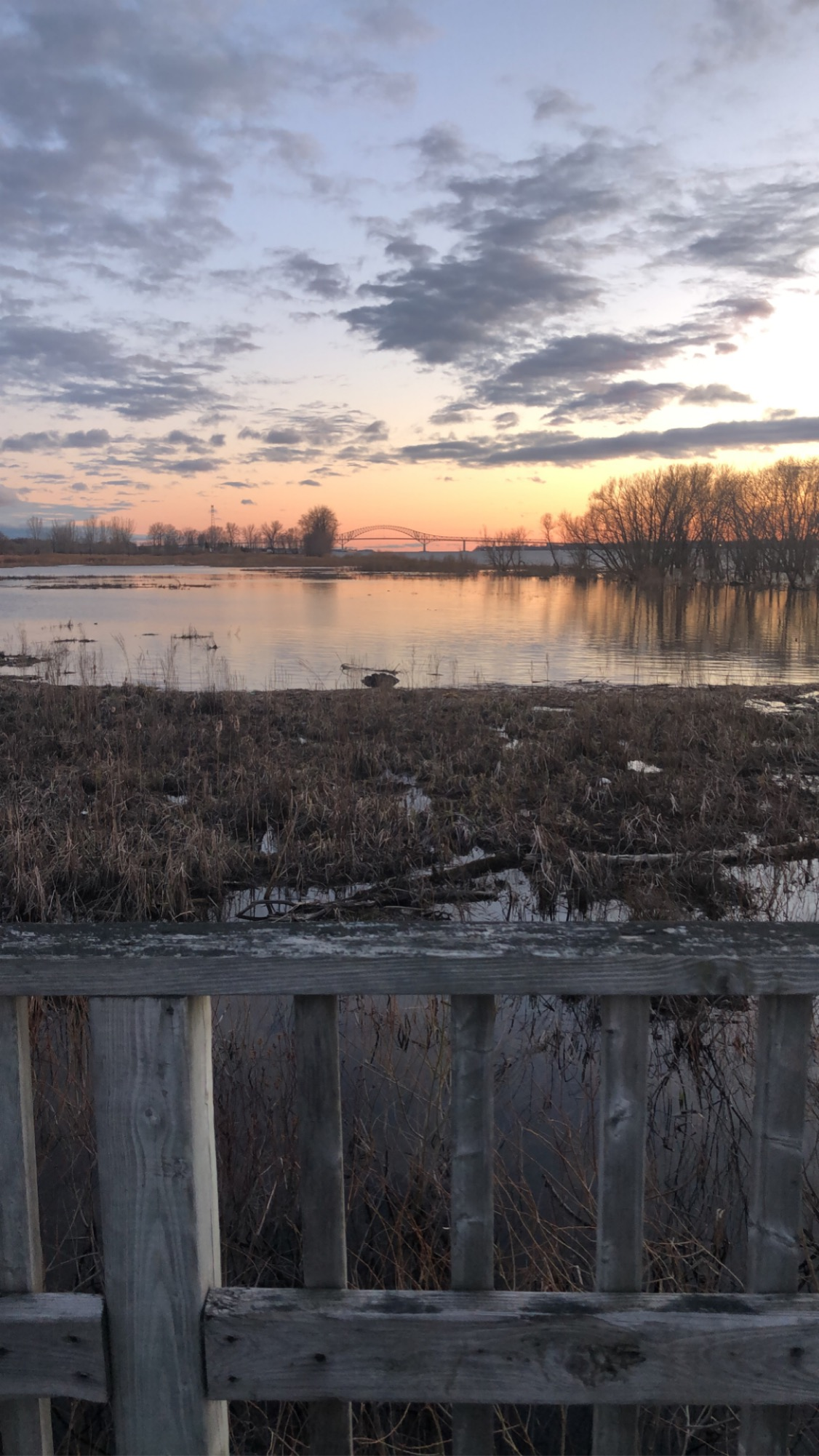
Fleuve Saint-Laurent à partir du village de Sainte-Angèle

Bécancour est une ville canadienne au Québec, chef-lieu de la MRC de Bécancour, dans la région du Centre-du-Québec. Bécancour fait aussi partie de la région métropolitaine de Trois-Rivières.
La ville est particulièrement connue pour son parc industriel et portuaire, axé sur la sidérurgie et l'industrie lourde, ainsi que pour la seule centrale nucléaire du Québec, la centrale de Gentilly.

## Toponymie
Le nom de Bécancour vient de Pierre Robineau de Bécancour (1654-1724), premier seigneur de Bécancour et 2e baron de la baronnie de Portneuf. Ce nom viendrait du surnom de son père, qui s’orthographiait aussi Becancourt ou Beccancourt au début. Il pourrait s’agir d’une déformation de Becquincourt, un village de Picardie. Au XIXe siècle, on relève aussi la graphie Bécancœur.
En mars 1681, le roi Louis XIV érigea en baronnie le fief de Porneuf. Il accordait ainsi à René Robinau de Bécancour (1626-1699) « le plus grand honneur qui avait encore été donné à un habitant du Canada ».

## Histoire
Bécancour est située sur l'ancienne seigneurie de Bécancour concédée à Pierre Legardeur de Repentigny, par la Compagnie de la Nouvelle-France, le 16 avril 1647.

### Acadiens
De nombreux Acadiens déportés de Beaubassin en 1755 s'établirent dans la région de Bécancour à partir de 1758. Ils fondèrent le village de Sainte-Marguerite, aujourd'hui Saint-Grégoire. Vu l'importance de la communauté, la paroisse est érigée canoniquement en 1802 et l'église est construite de 1803 à 1806.

### Fusion et période contemporaine
La ville de Bécancour a été créée le 17 octobre 1965 par la fusion du village du même nom et des villages de Gentilly, de Larochelle, de Laval et de Villers et des paroisses de Bécancourt, de Sainte-Angèle-de-Laval, de Saint-Édouard-de-Gentilly, de Sainte-Gertrude, de Saint-Grégoire-le-Grand et de Très-Précieux-Sang-de-Notre-Seigneur.
La fusion de ces municipalités avait pour but la création du Parc industriel et portuaire de Bécancour, un important complexe portuaire et sidérurgique.

### Héraldique
| Vivre et grandir |
| ---------------- |

| L'écu de la ville de Bécancour se blasonne ainsi : De sinople à une jumelle ondée d'argent soutenant une demi-roue d'engrenage du même mouvant du bord supérieur de l'écu. Les ornements extérieurs, représentés ici sans la devise, se décrivent ainsi: L'écu est sommé d'une demi-roue d'engrenage de sinople complémentant celle de l'écu, et est soutenu de la devise « Vivre et grandir » |

## Géographie
Bécancour, d'une superficie de 441 km2, est située dans les Basses-terres du Saint-Laurent sur la rive sud du fleuve Saint-Laurent en face de Trois-Rivières.
Son altitude va du niveau de la mer jusqu'à 88 m au sud de Gentilly, le sous-sol est composé de shales, de grès et de calcaire datant de l'Ordovicien supérieur.

### Hydrographie
Le relief de la ville est une plaine qui va en descendant vers le fleuve Saint-Laurent. Cette plaine est entrecoupée par les vallées des rivières Gentilly et Bécancour.
La rivière Bécancour délimite le sud-ouest de la ville puis coule vers le nord jusqu'à son embouchure dans l'estuaire du Saint-Laurent.
À partir de son crénon, dans le nord-ouest, la rivière Judith coule vers le nord-est jusqu'à sa confluence avec la rivière Bécancour.
La rivière Blanche traverse le sud-ouest et coule vers le nord jusqu'à sa confluence avec la rivière Bécancour.
À partir du lac Saint-Paul, dans le nord-ouest, la rivière Godefroy coule vers le nord-ouest jusqu'à son embouchure dans l'estuaire.
La rivière Gentilly traverse le sud-est et en délimite l'est puis coule vers le nord-ouest jusqu'à son embouchure dans l'estuaire.
La Rivière Gentilly Sud-Ouest traverse la limite sud puis coule vers le nord jusqu'à sa confluence avec la rivière Gentilly. 
À partir de son crénon, dans le sud, la rivière de Grand-Saint-Louis coule vers le nord jusqu'à sa confluence avec la rivière Gentilly Sud-Ouest.
À partir de son crénon, à la limite sud-est, la rivière du Moulin coule vers le nord jusqu'à son embouchure dans l'estuaire.
À partir de son crénon, dans le sud-est, la rivière aux Glaises coule vers le nord-est, traverse la limite de Saint-Pierre-les-Becquets puis coule vers le nord-ouest et revient dans Bécancour jusqu'à son embouchure dans l'estuaire.
La rivière aux Orignaux traverse le nord-est pour se jeter dans l'estuaire.
Le lac Saint-Paul est le seul lac d'importance de la ville.

### Urbanisme
Parce qu'il résulte de la fusion de plusieurs municipalités en bonne partie rurales, Bécancour est composé de plusieurs noyaux urbains discontinus appelés officiellement « secteurs », soit Saint-Grégoire, Sainte-Angèle, Précieux-Sang, Bécancour, Sainte-Gertrude et Gentilly.

### Municipalités limitrophes
La ville partage ses limites avec les villes de Nicolet et Trois-Rivières, les municipalités de Champlain, Batiscan, Saint-Pierre-les-Becquets, Sainte-Marie-de-Blandford, Saint-Sylvère, Saint-Wenceslas, Saint-Célestin et Grand-Saint-Esprit, les municipalités des paroisses de Sainte-Cécile-de-Lévrard, Sainte-Sophie-de-Lévrard et finalement la municipalité du village de Saint-Célestin. La ville enclave le territoire abénaquis de Wôlinak.

## Démographie
| 1991   | 1996   | 2001   | 2006   | 2011   | 2016   | 2021   |
| ------ | ------ | ------ | ------ | ------ | ------ | ------ |
| 10 911 | 11 489 | 11 051 | 11 134 | 12 438 | 13 031 | 13 561 |

La population de Bécancour était de 11 134 habitants en 2006 et de 11 051 habitants en 2001, soit une augmentation de 0,8 % en cinq ans. 99 % des habitants ont le français pour langue maternelle. Le reste comprend des locuteurs de l'anglais, de l'allemand, et du lao.
Quelque 28,1 % de la population de Bécancour est urbaine. Elle est répartie en 2 agglomérations, Gentilly et Saint-Grégoire. Gentilly a une population de 2 027 habitants répartie sur 4,54 km2 pour une densité de 446 hab./km2. Quant à Saint-Grégoire, elle a une population de 1 098 habitants répartie sur 0,52 km2 pour une densité de 2 111 hab./km2.

## Administration
Les élections municipales se font en bloc pour le maire et les six conseillers. Le premier maire, L. Gaston Gaudet, est en fonction de 1965, année de la fondation de la ville, jusqu'en 1975. Une rue de Bécancour est nommée en son honneur.
| Bécancour Maires depuis 2003                                                                                         |                  |                                                                                   |          |
| Élection | Maire            | Qualité                                                                           | Résultat |
| 2003 | Maurice Richard  | Maire de 1975 à 1985 et 1995 à 2012 Député libéral de Nicolet-Yamaska (1985-1994) | Voir     |
| 2005 | Maurice Richard  | Maire de 1975 à 1985 et 1995 à 2012 Député libéral de Nicolet-Yamaska (1985-1994) | Voir     |
| 2009 | Maurice Richard  | Maire de 1975 à 1985 et 1995 à 2012 Député libéral de Nicolet-Yamaska (1985-1994) | Voir     |
| 2012 | Gaétane Désilets |                                                                                   | Voir     |
| 2013 | Jean-Guy Dubois  | Maire de 1985 à 1995                                                              | Voir     |
| 2017 | Jean-Guy Dubois  | Maire de 1985 à 1995                                                              | Voir     |
| 2021 | Lucie Allard     |                                                                                   | Voir     |
| Élection partielle en italique Depuis 2005, les élections sont simultanées dans toutes les municipalités québécoises |                  |                                                                                   |          |

## Économie

### Production énergétique
La ville de Bécancour a toujours été un lieu de production d'énergie, suivant les évolutions technologiques au fil du temps, notamment pour alimenter son parc industriel et portuaire, axé sur la sidérurgie et l'industrie lourde. Historiquement, la municipalité possède de nombreux moulins à vent (dont le moulin à vent de Saint-Grégoire et le moulin Michel). En 1970, la centrale nucléaire de Gentilly-1 est inaugurée, mais ne fonctionna que 183 jours en raison de nombreux problèmes techniques. Elle est mise en conservation en 1980 en vue de son éventuel démantèlement. Une seconde centrale, Gentilly-2, est inaugurée en 1983. Hydro-Québec ouvre en 2002 une troisième centrale, Bécancour, qui fonctionne au gaz naturel et est utilisée en période de pointe ou d'urgence.
En 2020, le site de Bécancour est choisi par la filiale canadienne du groupe Air Liquide pour la construction d'un site pilote de production massive d'hydrogène vert, grâce à des électrolyseurs à membranes échangeuses de protons (PEM) d'une capacité de 20 MW (le plus important au monde à cette date), qui entre en fonction à la fin de la même année.
Cependant, il y aura une augmentation de 1,5% de taxe pour chaque résidence unifamiliale en raison de la facture pour la gestion des matières résiduelles. Les frais liés au recyclage et à la gestion de déchets sont élevés et ne tendent pas à diminuer de sitôt. Le maire, Jean-Guy Dubois, explique qu'il est temps qu'une réduction de déchets s'impose.

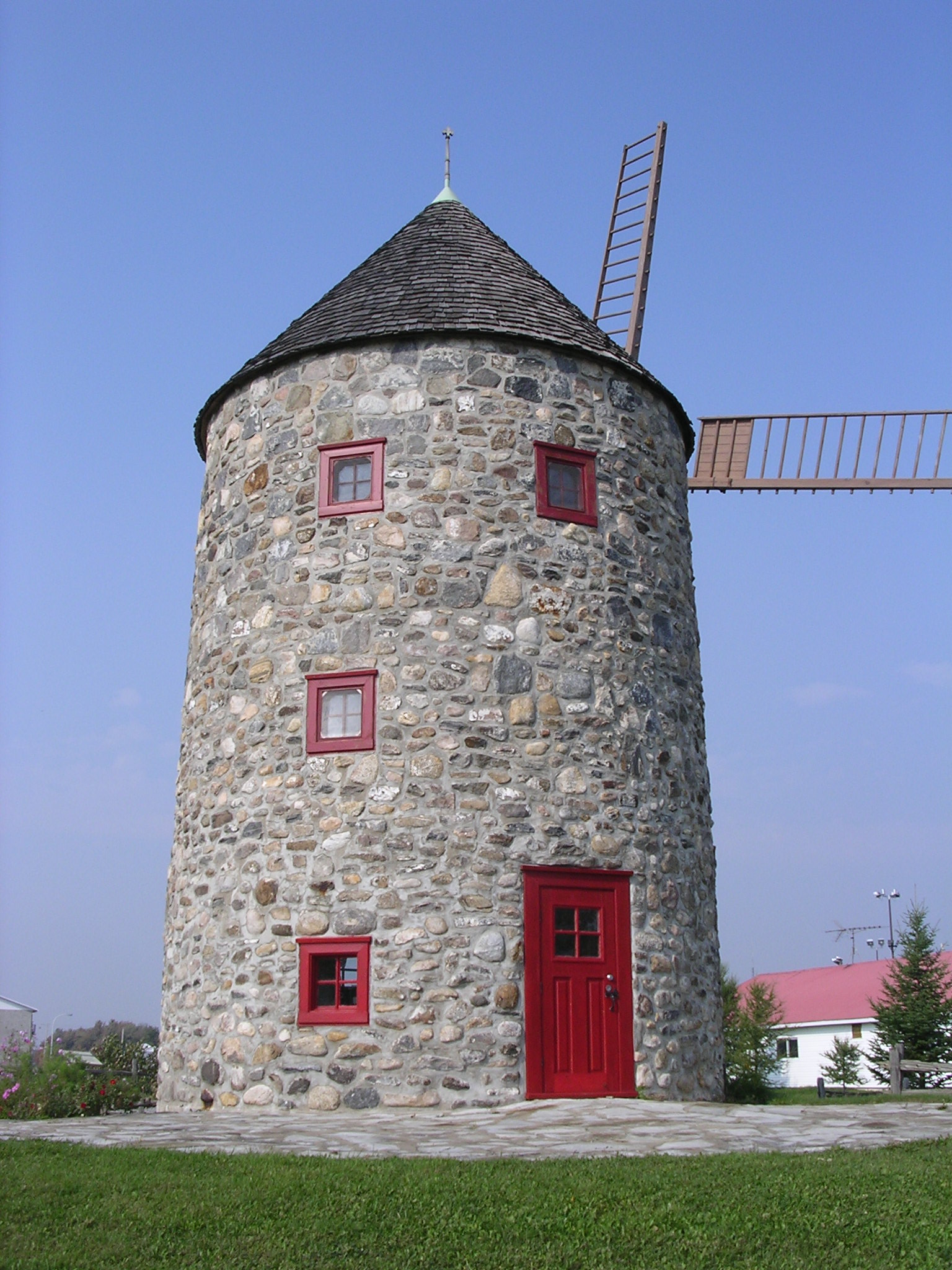
Moulin à vent de Saint-Grégoire.
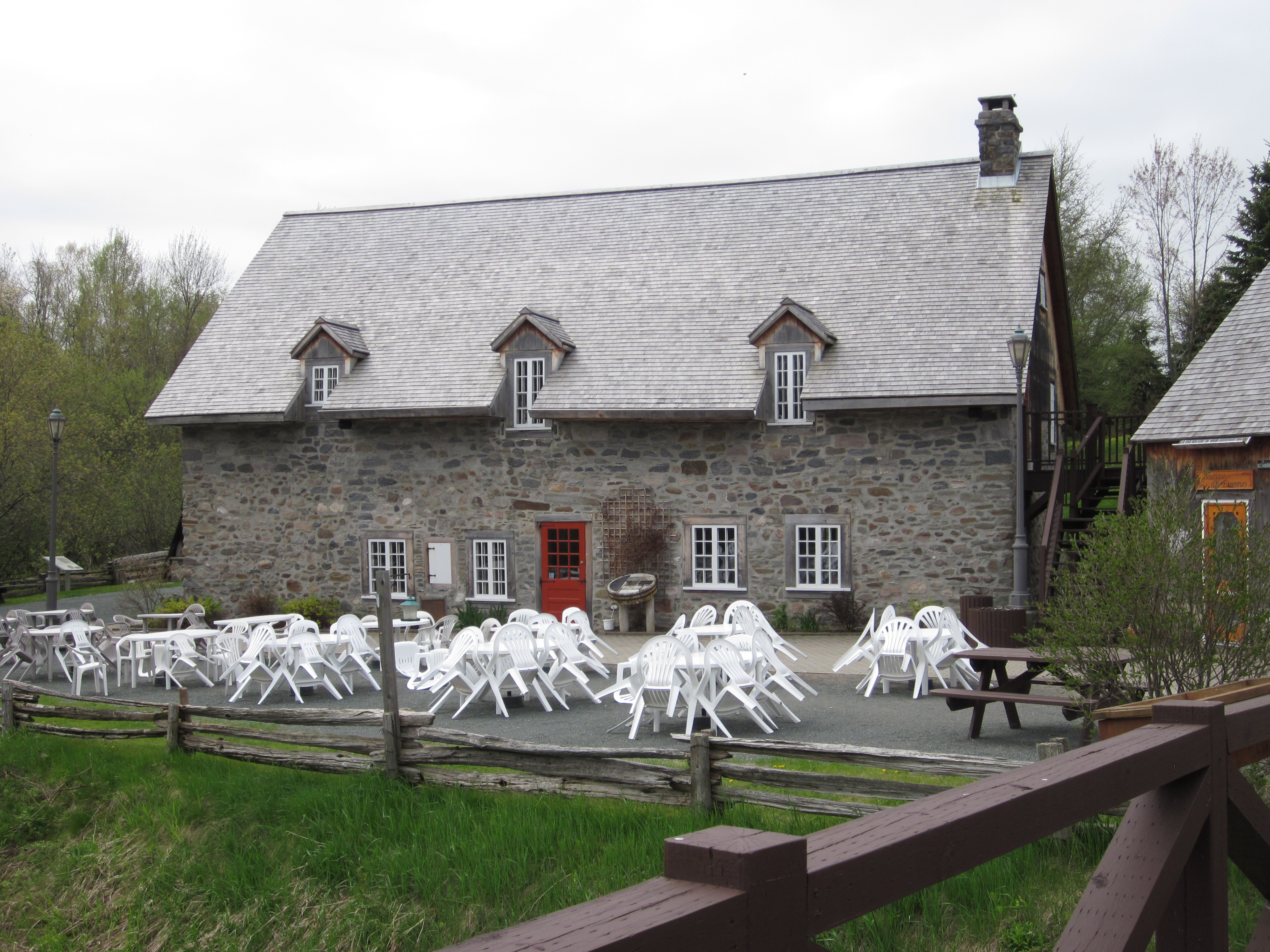
Moulin Michel.
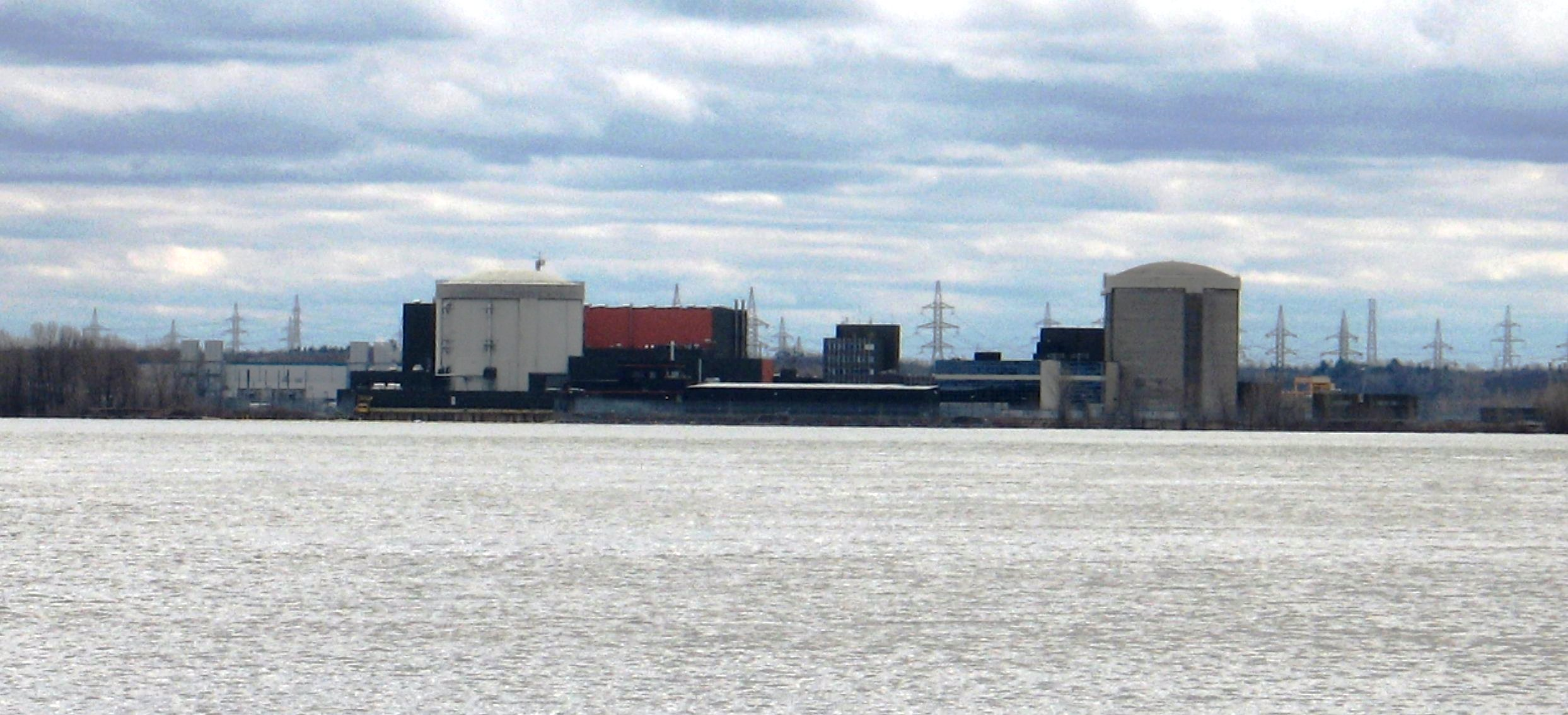
Centrale nucléaire de Gentilly.

### Tourisme
Il y a trois aires protégées à Bécancour, la première étant la réserve écologique Léon-Provancher, qui protège un élément représentatif des milieux humides du lac Saint-Pierre. La ville administre aussi deux parcs, soit le parc écologique Godefroy et le parc régional de la Rivière-Gentilly.
Bécancour est située face à la ville de Trois-Rivières, à la tête du pont Laviolette. Les principaux attraits sont la fromagerie l'Ancêtre, le Quai des Brasseurs, la Savonnerie Carpe Diem et le Vieux Moulin à vent de Saint-Grégoire. La ville est située sur le circuit touristique de la route des Navigateurs qui relie Montréal et Québec.

## Éducation
- Commission scolaire de la Riveraine

## Culture et patrimoine

### Architecture
Bécancour compte plusieurs maisons acadiennes construites au XVIIIe siècle ainsi que plusieurs maisons québécoises datant du début du XIXe siècle. L'église Saint-Grégoire-le-Grand, inaugurée en 1806, et le moulin Michel de Gentilly, construit en 1774, sont des monuments historiques classés.

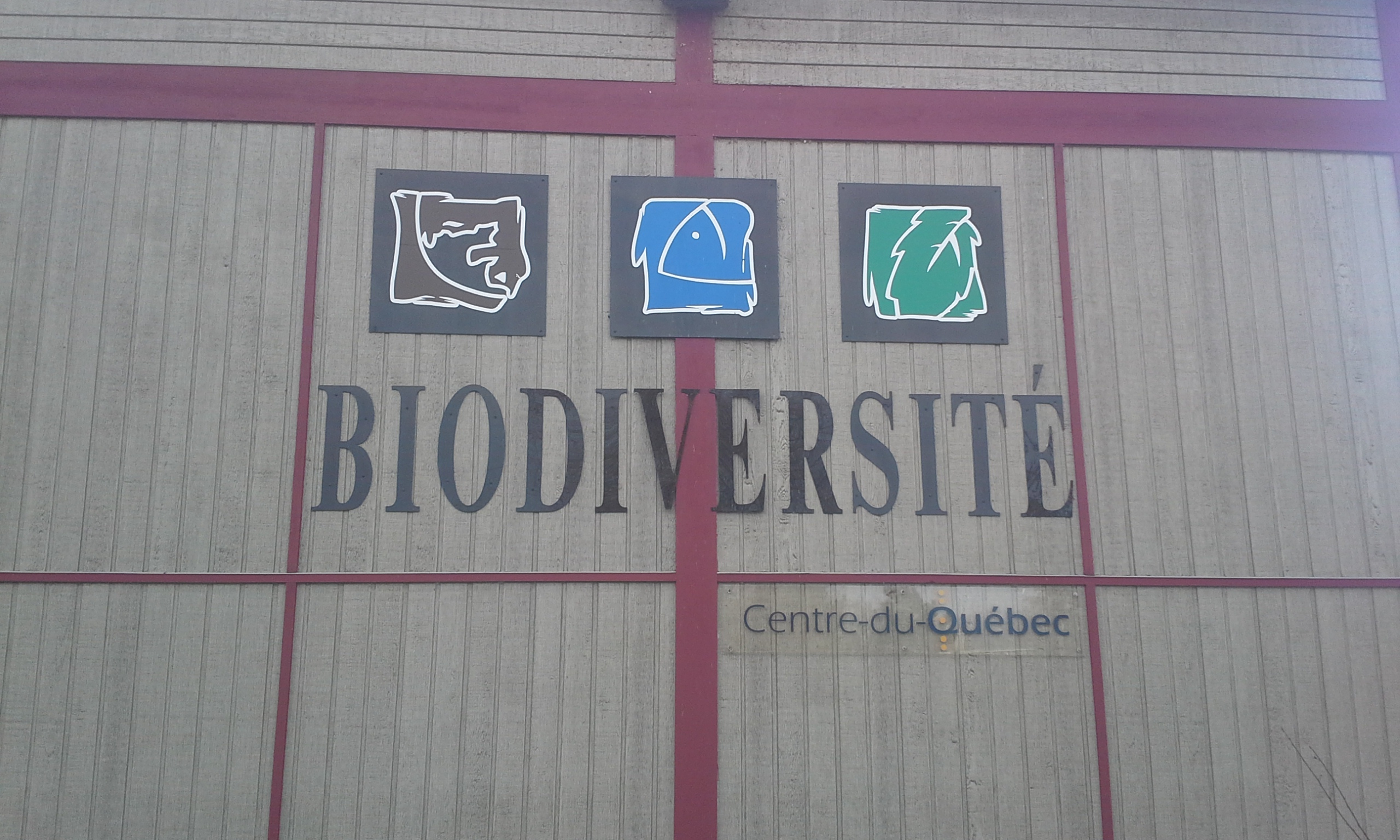
Centre de la Biodiversité du Québec à Bécancour.
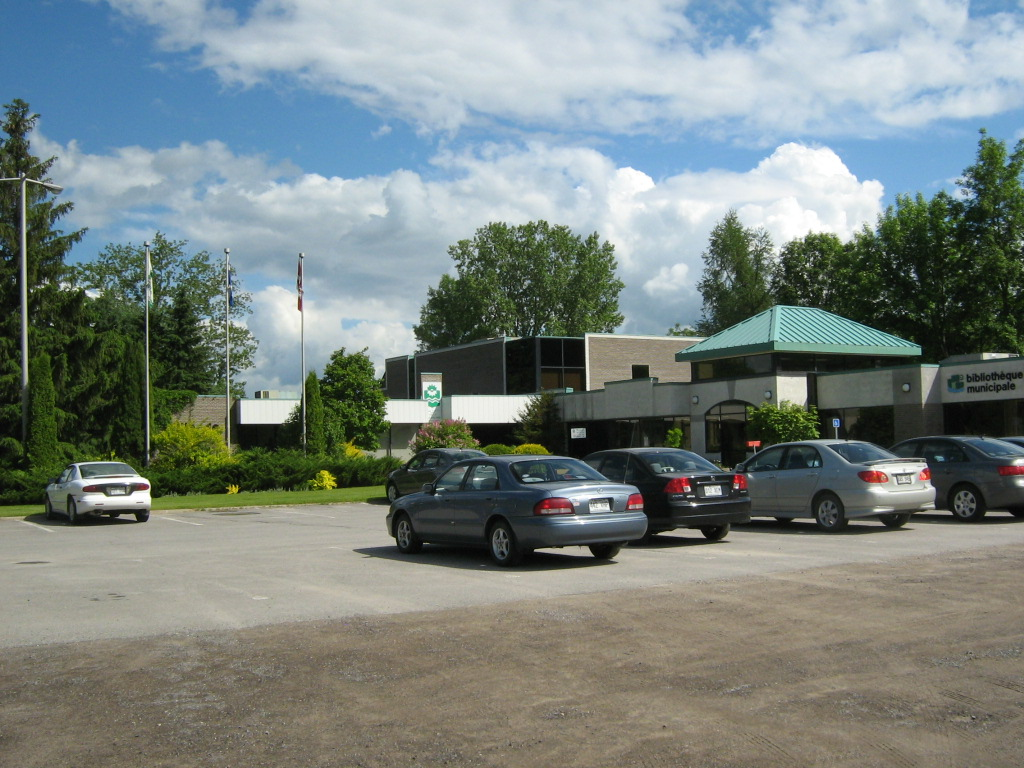
Hôtel-de-ville de Bécancour.
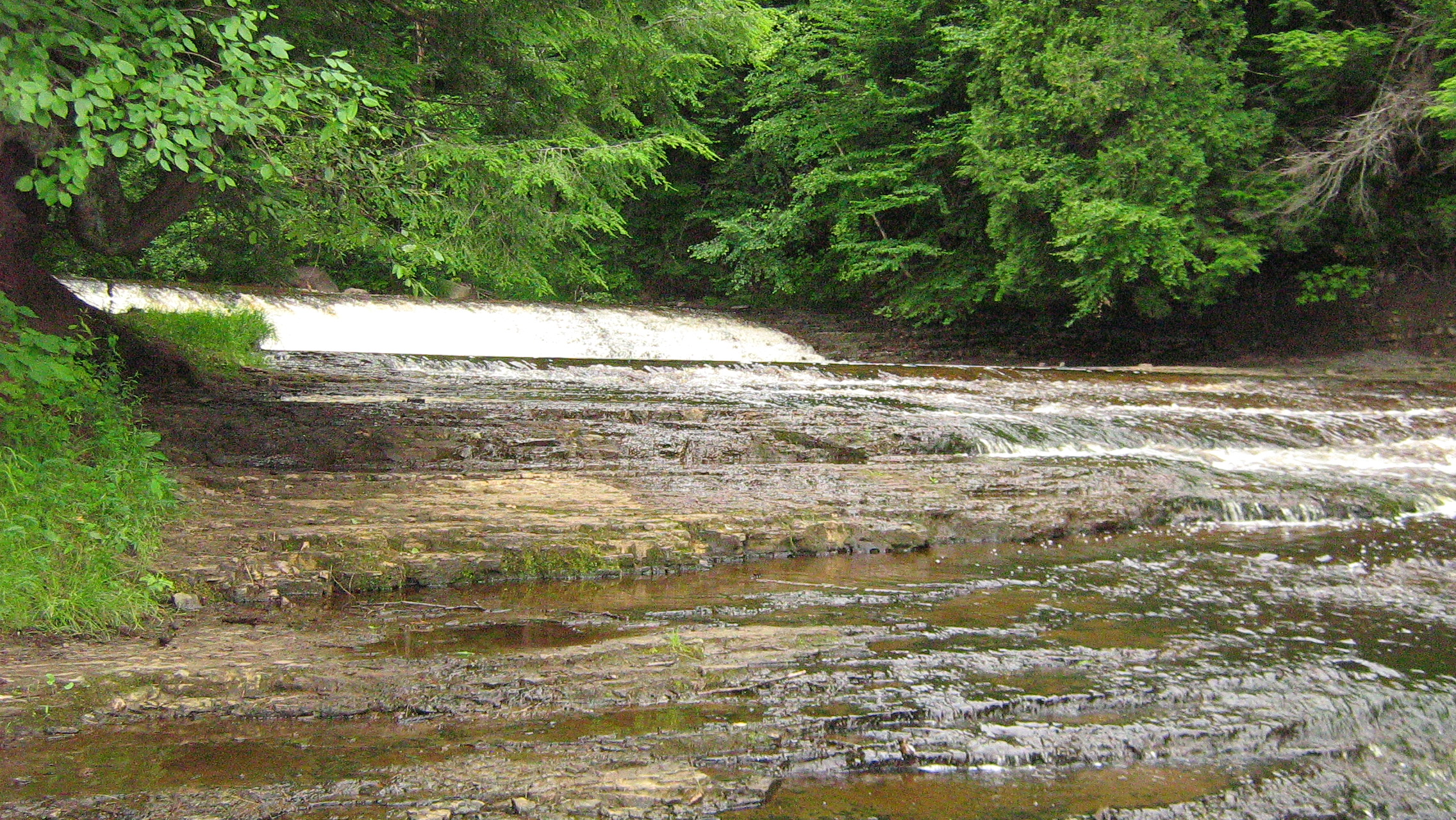
Chutes de la rivière Gentilly.

## Personnalités liées à la municipalité

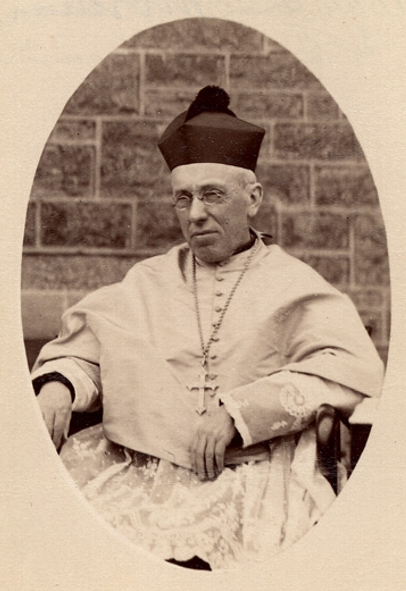
Louis-Zéphirin Moreau

- L'abbé Léon Provancher (1820-1892) était originaire de Bécancour.
- Jean Chatillon (1937-2019), compositeur et écrivain, est un citoyen de Bécancour.
- Pierre Chatillon, poète et compositeur, est un citoyen de Bécancour.
- Denis Villeneuve, réalisateur, est né à Gentilly, village qui est un secteur de Bécancour.
- Nicolas Perrot (1644-1717), explorateur et truchement en Nouvelle-France.
- Louis-Zéphirin Moreau (1824-1901), évêque catholique.
- David St-Pierre, ingénieur mécanique, grand bâtisseur d'infrastructures énergétiques.
- Samuel Montembeault, gardien de but dans la LNH, est originaire de Sainte-Gertude, village qui est un secteur de Bécancour.